# Софія Грецька та Ганноверська
Софія Грецька та Ганноверська, повне ім'я Софія Маргарита Вікторія Федерика Грецька та Ганноверська (грец. Σοφία Μαργαρίτα Βικτωρία Φρειδερίκη Γλίξμπουργκ; нар. 2 листопада 1938) — іспанська королева (1975—2014), дружина короля Іспанії Хуана Карлоса I.

## Дитинство
Софія Грецька та Ганноверська народилася 2 листопада 1938 р. в Афінах, Греції в сім'ї принца Павла Грецького (1901—1964) та його дружини королеви Фредерики (1917—1981). Має брата Константина II  (король Греції) та сестру Ірене (принцеса Грецька). Під час Другої світової війни грецька королівська сім'я знаходилася у вигнанні. Дитинство Софії пройшло у Єгипті та ПАР. У 1946 р. сім'я повернулася до своєї країни. Софія отримала освіту у німецькій школі-інтернаті Salem. Потім вона вивчала музику та археологію в Афінському університеті. Вона брала участь в Олімпійських іграх 1960 р. у Римі.

## Шлюб з Хуаном Карлосом I
14 травня 1962 р. Софія вступила в шлюб з іспанським престолонаслідником Хуаном Карлосом I. Народила дітей:
- Єлена, герцогиня де Луго, 20 грудня 1963 р.
- Крістіна, герцогиня Пальма де Майорська, 13 червня 1965 р.
- Феліпе, король Іспанії Філіп VI, 30 січня 1968 р.

## Громадська діяльність
Крім участі в офіційних заходах Королева приділяє багато уваги громадській та благодійній діяльності. Вона є виконавчим Президентом Фонду Королеви Софії, який у 1993 р. виділив велику частину своїх коштів на допомогу Боснії, почесною головою Королівської опікунської ради з освіти та підтримки інвалідів, очолює Фонд допомоги боротьби з наркоманією. Королева є почесним членом Академії витончених мистецтв у Сан-Фернандо. Знає грецьку, іспанську, англійську, французьку, німецьку мови.

## Цікавинки
- Королева Софія, разом з чоловіком Хуаном Карлосом, стала першою нагородженою Орденом князя Ярослава Мудрого І степеня[7].
- Королева Софія була однією з найближчих друзів Мстислава Ростроповича, який кілька разів виступав для неї у Мадриді. Вони дружили ще з пір, коли Софія була принцесою. Королева була присутня на його похоронах у Москві (2007).